# Агрідженто (провінція)
Провінція Агрідженто (італ. Provincia Regionale di Agrigento) — провінція в Італії, у регіоні Сицилія. 
Площа провінції — 3 042 км², населення — 452 257 осіб.
Столицею провінції є місто Агрідженто.

## Географія
Межує на заході з провінцією Трапані, на півночі з провінцією Палермо, на північному сході з провінцією Кальтаніссетта.

## Клімат
| AGRIGENTO        | Місяці | Місяці | Місяці | Місяці | Місяці | Місяці | Місяці | Місяці | Місяці | Місяці | Місяці | Місяці | Пора | Пора | Пора | Пора | Рік  |
| AGRIGENTO        | Січ    | Лют    | Бер    | Кві    | Тра    | Чер    | Лип    | Сер    | Вер    | Жов    | Лис    | Гру    | Зим  | Вес  | Літ  | Осі  | Рік  |
| ---------------- | ------ | ------ | ------ | ------ | ------ | ------ | ------ | ------ | ------ | ------ | ------ | ------ | ---- | ---- | ---- | ---- | ---- |
| Темп. макс. (°C) | 14.0   | 14.5   | 16.4   | 18.9   | 23.6   | 28.2   | 30.9   | 30.9   | 27.5   | 23.5   | 19.3   | 15.8   | 14.8 | 19.6 | 30   | 23.4 | 22   |
| Темп. мін. (°C)  | 8.0    | 8.0    | 9.1    | 11.2   | 14.8   | 19.2   | 21.8   | 22.1   | 19.8   | 16.1   | 12.6   | 9.7    | 8.6  | 11.7 | 21   | 16.2 | 14.4 |